# Go-Kōmyō
Go-Kōmyō (en japonais : 後光明天皇 Go-Kōmyō Tennō, nom propre : Tsuguhito) (20 avril 1633 - 30 octobre 1654) est le 110e empereur du Japon  selon l'ordre traditionnel de succession.
Les années du règne de Go-Kōmyō couvre la période allant de 1643 jusqu'à 1654.
Ce souverain du XVIIIe siècle est nommé d'après l'empereur Kōmyō de l'époque Nanboku-chō (XIVe siècle) et go- (後), se traduit littéralement par « plus tard » aussi peut-il être appelé l'« empereur Kōmyō tardif ». Le mot japonais « go » est également traduit pour signifier le « deuxième » et dans quelques sources anciennes, cet empereur peut être identifié comme « Momozono, le second » ou « Kōmyō II ».

## Généalogie
Avant son accession au trône du chrysanthème, le nom personnel de Go-Kōmyō (son imina) est Tsuguhito (紹仁) et son titre Suga-no-miya (素鵞宮).
Il est le quatrième fils de l'empereur Go-Mizunoo. Sa mère est Fujiwara no Mitsuko, la fille du sadaijin (Ministre de la gauche) mais il est élevé comme s'il était le fils de Tōfuku-mon'in. L'impératrice Meishō est sa sœur ainée d'une autre mère.
La famille impériale de Go-Kōmyō vit avec lui dans le dairi du palais de Heian. La famille compte une seule fille et pas de fils :
- Dame d'honneur : Niwata Hideko (庭田秀子)
- Première fille : Princesse impériale Takako (孝子内親王) (L'impératrice douairière Reisei (礼成門院))

## Événements de la vie de Go-Kōmyō
Tsuguhito-shinnō reçoit le titre de prince héritier et l'année suivante accède au trône lorsque l'impératrice Meishō abdique. Sa sœur quitte le trône et la succession ( senso) est reçue par le nouveau monarque. Peu de temps après, l'empereur Go-Kōmyō est considéré comme ayant accédé au trône (sokui). Les événements durant sa vie mettent en lumière son règne. Les années du règne de Go-Kōmyō correspondent à une période où Tokugawa Iemitsu et Tokugawa Ietsuna sont les dirigeants au sommet du shogunat Tokugawa.
- 20 avril 1633 : Naissance du prince impérial qui sera connu du nom posthume Go-Kōmyō-tennō[9].
- 1641 (ère Kan'ei 19) : Le prince Tsuguhito est nommé héritier et il reçoit le titre de prince héritier.
- 1643 (Kan'ei 20, 29e jour du 9e mois) : L'impératrice cède son trône à son frère en abdiquant et la succession ( senso) est reçue par son frère cadet[8].
- 14 novembre 1643 (Kan'ei 20, 3e jour du 10e mois) : Go-Kōmyō accepte le titre et il est supposé avoir accédé au trône (sokui)[8]. Il a 11 ans[6]. Son règne est considéré comme ayant commencé[9].
- 1645 (ère Shōhō 2, 23e jour du 4e mois) : Le shogun est élevé au rang de sadaijin[5].
- 1649 (ère Keian 2, 20e jour du 2e mois) : Très important séisme à Edo[5].
- 1651 (Keian 4): Tokugawa Ietsuna est proclamé shogun[5].
- 1652 (Keian 5, 5e mois) : Le Nihon ōdai ichiran est publié our la première fois à Kyoto sous le patronage du tairō Sakai Tadakatsu, daimyo du domaine d'Obama de la province de Wakasa[5].
- 1653 (Jōō 2, 12e jour du 8e mois) : Un violent incendie détruit une grande partie du palais impérial et de nombreux temples qui se trouvent à proximité. Peu de temps après, plusieurs filles, âgées de 12-14 ans, sont emprisonnées pour crime d'incendie volontaires impliquant ce sinistre ainsi que d'autres incendies à Kyoto[5].
- 1654 (Jōō 3, 6e jour du 7e mois) : Ingen, un prêtre bouddhiste qui va devenir très influent, arrive à Nagasaki en provenance de Chine. Son intention est de réformer la pratique du bouddhisme au Japon[5].
- 30 octobre 1654 (Jōō 3, 20e jour du 9e mois) : Décès de l'empereur[9]. Il est inhumé au Sennyū-ji le 15e jour du 10e mois[10]. Il est probable que l'empereur est mort de la variole[7].

Go-Kōmyō est vénéré dans le mausolée impérial Tsuki no wa no misasagi, situé dans le Sennyū-ji dans l'arrondissement Higashiyama-ku de Kyoto. Les prédécesseurs impériaux immédiats de cet empereur, Go-Mizunoo et Meishō, sont également vénérés à cet endroit. Les successeurs impériaux immédiats de Go-Kōmyō sont également immortalisés dans ce misasagi dont Go-Sai, Reigen, Higashiyama, Nakamikado, Sakuramachi, Momozono Go-Sakuramachi et Go-Momozono.

### Kugyō
Kugyō (公卿) est un terme collectif pour le très peu d'hommes les plus puissants attachés à la cour de l'empereur du Japon durant les ères pré Meiji. Même pendant les années où l'influence réelle de la cour à l'extérieur des murs du palais est minime, l'organisation hiérarchique persiste.
En général, ce groupe d'élite ne comprend que trois ou quatre hommes à la fois. Ce sont des courtisans héréditaires dont l'expérience et la formation les amènent à l'apogée de la carrière de toute une vie. Pendant le règne de Go-Kōmyō, ce sommet des daijō-kan comprend :
- Sesshō, Nijō Yasumichi, 1635–1647
- Sesshō, Kujō Michifusa, 1647
- Sesshō, Ichijō Akiyoshi, 1647
- Kampaku, Ichijō Akiyoshi, 1647–1651
- Kampaku, Konoe Hisatsugu, 1651–1653
- Kampaku, Nijō Mitsuhira, 1653–1663
- Sadaijin
- Udaijin
- Nadaijin
- Dainagon

## Ères du règne de Go-Kōmyō

Japanese Imperial kamon — a stylized chrysanthemum blossom

Les années du règne de Go-Kōmyō sont identifiées par plus d'un nom d'ère ou nengō.
- Kan'ei  (1624–1644)
- Shōhō    (1644–1648)
- Keian    (1648–1652)
- Jōō  (1652–1655)